# Anapistula delrosalae
Espèce
Anapistula delrosalae est une espèce d'araignées aranéomorphes de la famille des Symphytognathidae.

## Distribution
Cette espèce est endémique d'Andalousie en Espagne,. Elle se rencontre à Nerja dans la grotte Cueva de Nerja.

## Description
Les femelles mesurent de 0,529 à 0,661 mm.

## Systématique et taxinomie
Cette espèce a été décrite par Pertegal et Barranco en 2025.

## Étymologie
Cette espèce est nommée en l'honneur d'Yolanda del Rosal.

## Publication originale
- Pertegal & Barranco, 2025 : « New record of Anapistula (Gertsch 1941) (Araneae: Symphytognathidae) in Europe with the description of a new species. » Zootaxa, no 5590(2), p. 275-284.